# Язно (озеро, Невельский район)
Я́зно — озеро в Плисской волости Невельского района Псковской области. По северному берегу проходит граница с Гультяевской волостью Пустошкинского района.
Площадь — 7,06 км² (706,0 га; с островами — 7,12 км² или 712,0 га). Максимальная глубина — 16,6 м, средняя глубина — 3,4 м. Вытянуто с запада на восток на более чем 12 км при ширине около 1 км.
На берегу озера расположены деревни: Язно, Казенные Лешни, Веселки и Морозово (Плисской волости Невельского района), Козыри и Столпово (Гультяевской волостью Пустошкинского района).
Проточное. Относится к бассейну реки Уща (Ущанка), притока реки Дриссы (бассейн Западной Двины). С рекой Уща соединяется речкой Язница.
Тип озера лещово-уклейный с судаком. Массовые виды рыб: щука, окунь, плотва, лещ, красноперка, судак, язь, густера, пескарь, щиповка, уклея, линь, налим, вьюн, карась; широкопалый рак.
Для озера характерно: илисто-песчаное дно, песок, галька, камни.